# Peru op de Olympische Zomerspelen 2012

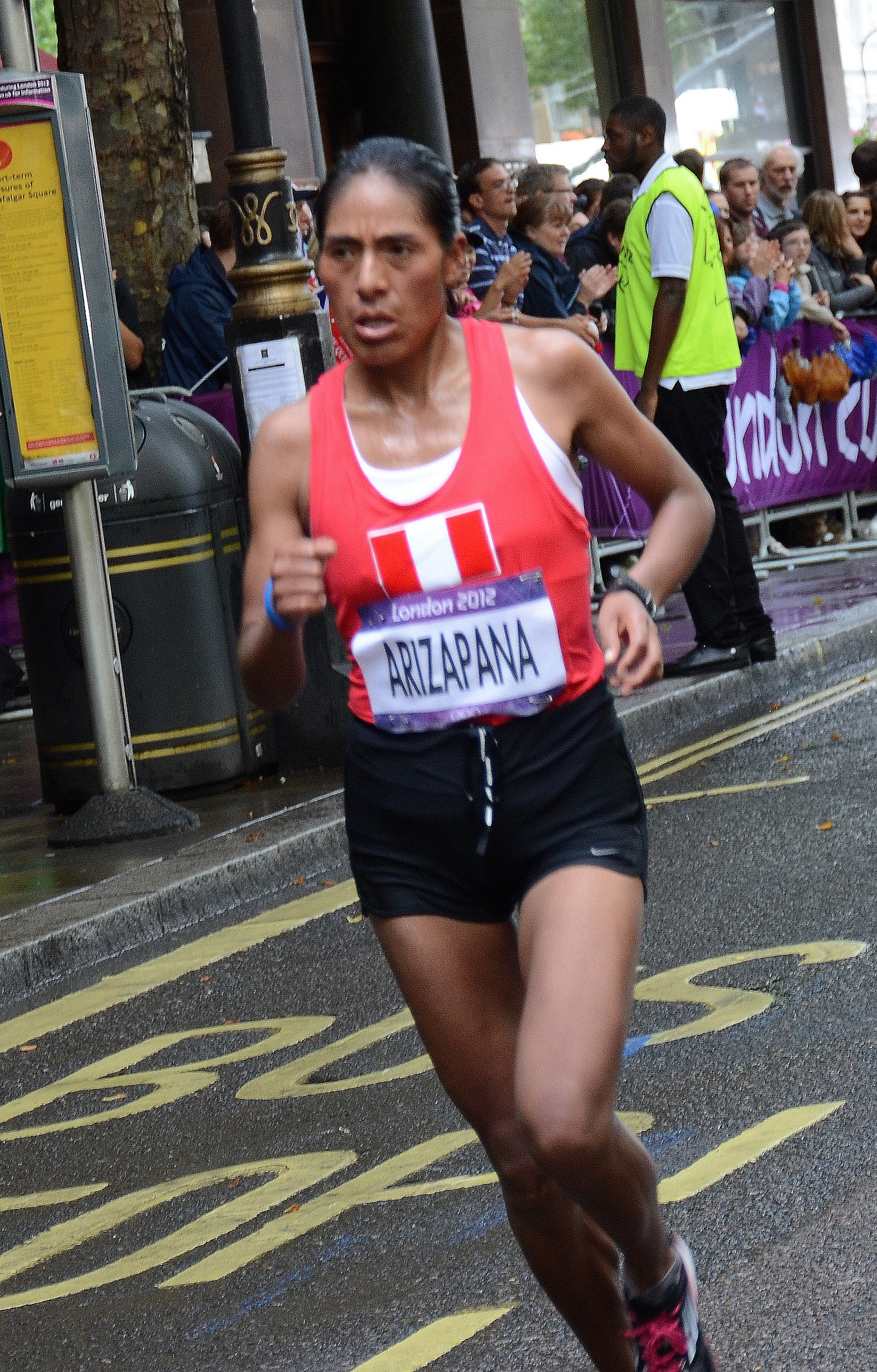
Wilma Arizapana in de olympische marathon voor vrouwen

Peru nam deel aan de Olympische Zomerspelen 2012 in Londen, Verenigd Koninkrijk.

## Deelnemers en resultaten
(m) = mannen, (v) = vrouwen

### Atletiek
| Olympiër        | Onderdeel              | Resultaat | Prestatie                |
| --------------- | ---------------------- | --------- | ------------------------ |
| Mario Bazán     | 3000m steeplechase (m) | 36e       | serie 2: 11de in 8.51,95 |
| Raúl Pacheco    | marathon (m)           | 21e       | 2:15.35                  |
|                 |                        |           |                          |
| Wilma Arizapana | marathon (v)           | 55e       | 2:35.09                  |
| Inés Melchor    | marathon (v)           | 25e       | 2:28.54                  |
| Gladys Tejeda   | marathon (v)           | 43e       | 2:32.07                  |

### Badminton
| Olympiër        | Onderdeel     | Resultaat | Prestatie                                                          |
| --------------- | ------------- | --------- | ------------------------------------------------------------------ |
| Rodrigo Pacheco | enkelspel (m) | 17e       | groep J: 2de V van KOR Lee: 12-21, 7-21                            |
|                 |               |           |                                                                    |
| Claudia Rivero  | enkelspel (v) | 33e       | groep L: 3de V van CHN Li: 5-21, 6-21 V van ESP Marín: 17-21, 7-21 |

### Gewichtheffen
| Olympiër            | Onderdeel | Resultaat | Prestatie                                                 |
| ------------------- | --------- | --------- | --------------------------------------------------------- |
| Silvana Saldarriaga | -63kg (v) | 10e       | trekken: 10de met 75kg stoten: 9de met 97kg totaal: 172kg |

### Judo
| Olympiër      | Onderdeel | Resultaat  | Prestatie                          |
| ------------- | --------- | ---------- | ---------------------------------- |
| Juan Postigos | -60kg (m) | <cener>33e | 1ste ronde: V van ITA Verde: ippon |

### Roeien
| Olympiër         | Onderdeel | Resultaat | Prestatie |
| ---------------- | --------- | --------- | --- |
| Víctor Aspíllaga | skiff (m) | 27e       | serie 2: 5de in 7.13,79 herkansingen: 3de in 7.10,54 halve finale E/F: 2de in 7.53,76 finale E: 3de in 7.35,88 |

### Schietsport
| Olympiër        | Onderdeel | Resultaat | Prestatie                                           |
| --------------- | --------- | --------- | --------------------------------------------------- |
| Nicolás Pacheco | skeet (m) | 32e       | kwalificatie: 32ste met 109 punten (21-21-21-22-24) |

### Taekwondo
| Olympiër    | Onderdeel | Resultaat | Prestatie                        |
| ----------- | --------- | --------- | -------------------------------- |
| Peter López | -68kg (m) | 11e       | voorronde: V van SRB Fejzic: 3-5 |

### Zeilen
| Olympiër       | Onderdeel        | Resultaat | Prestatie                                   |
| -------------- | ---------------- | --------- | ------------------------------------------- |
| Paloma Schmidt | laser radial (v) | 39e       | 310 punten: (35,30,36,36,30,39,33,41,32,32) |

### Zwemmen
| Olympiër                 | Onderdeel            | Resultaat | Prestatie               |
| ------------------------ | -------------------- | --------- | ----------------------- |
| Sebastian Jahnsen        | 200m vrije slag (m)  | 34e       | serie 2: 4de in 1.52,36 |
| Mauricio Fiol Villanueva | 100m vlinderslag (m) | 25e       | serie 2: 2de in 1.59,02 |
|                          |                      |           |                         |
| Andrea Cedrón            | 400m vrije slag (v)  | 33e       | serie 1: 2de in 4.24,18 |

Afghanistan · Albanië · Algerije · Amerikaanse Maagdeneilanden · Amerikaans-Samoa · Andorra · Angola · Antigua en Barbuda · Argentinië · Armenië · Aruba · Australië · Azerbeidzjan · Bahama's · Bahrein · Bangladesh · Barbados · België · Belize · Benin · Bermuda · Bhutan · Bolivia · Bosnië en Herzegovina · Botswana · Brazilië · Britse Maagdeneilanden · Brunei · Bulgarije · Burkina Faso · Burundi · Cambodja · Canada · Centraal-Afrikaanse Republiek · Chili · China · Chinees Taipei · Colombia · Comoren · Congo-Brazzaville · Congo-Kinshasa · Cookeilanden · Costa Rica · Cuba · Cyprus · Denemarken · Djibouti · Dominica · Dominicaanse Republiek · Duitsland · Ecuador · Egypte · El Salvador · Equatoriaal-Guinea · Eritrea · Estland · Ethiopië · Fiji · Filipijnen · Finland · Frankrijk · Gabon · Gambia · Georgië · Ghana · Grenada · Griekenland · Groot-Brittannië · Guam · Guatemala · Guinee · Guinee‑Bissau · Guyana · Haïti · Honduras · Hongarije · Hongkong · Ierland · IJsland · India · Indonesië · Irak · Iran · Israël · Italië · Ivoorkust · Jamaica · Japan · Jemen · Jordanië · Kaaimaneilanden · Kaapverdië · Kameroen · Kazachstan · Kenia · Kirgizië · Kiribati · Koeweit · Kroatië · Laos · Lesotho · Letland · Libanon · Liberia · Libië · Liechtenstein · Litouwen · Luxemburg · Macedonië · Madagaskar · Malawi · Maldiven · Maleisië · Mali · Malta · Marshalleilanden · Marokko · Mauritanië · Mauritius · Mexico · Micronesië · Moldavië · Monaco · Mongolië · Montenegro · Mozambique · Myanmar · Namibië · Nauru · Nederland · Nepal · Nicaragua · Nieuw-Zeeland · Niger · Nigeria · Noord-Korea · Noorwegen · Oeganda · Oekraïne · Oezbekistan · Oman · Oostenrijk · Oost-Timor · Pakistan · Palau · Palestina · Panama · Papoea-Nieuw-Guinea · Paraguay · Peru · Polen · Portugal · Puerto Rico · Qatar · Roemenië · Rusland · Rwanda · Saint Kitts en Nevis · Saint Lucia · Saint Vincent en Grenadines · Salomonseilanden · Samoa · San Marino · Sao Tomé en Principe · Saoedi-Arabië · Senegal · Servië · Seychellen · Sierra Leone · Singapore · Slovenië · Slowakije · Soedan · Somalië · Spanje · Sri Lanka · Suriname · Swaziland · Syrië · Tadzjikistan · Tanzania · Thailand · Togo · Tonga · Trinidad en Tobago · Tsjaad · Tsjechië · Tunesië · Turkije · Turkmenistan · Tuvalu · Uruguay · Vanuatu · Venezuela · Verenigde Arabische Emiraten · Verenigde Staten · Vietnam · Wit-Rusland · Zambia · Zimbabwe · Zuid-Afrika · Zuid-Korea · Zweden · Zwitserland · Onafhankelijke atleten